# 阿爾法教練機
阿爾法教練機（Alpha Jet）是當時的西德和法國共同研發的噴射教練機項目，其各部份皆分別由德法和比利時共同完成：
- 德國：機翼外段、尾翼、後段機身和起落架艙門。
- 法國：前段和中段機身和機翼內段。
- 比利時：機頭雷達罩和襟翼。

至於發動機分別由德國MTV和KHD以及法國斯奈克瑪和Turbomeca生產。

## 設計結構

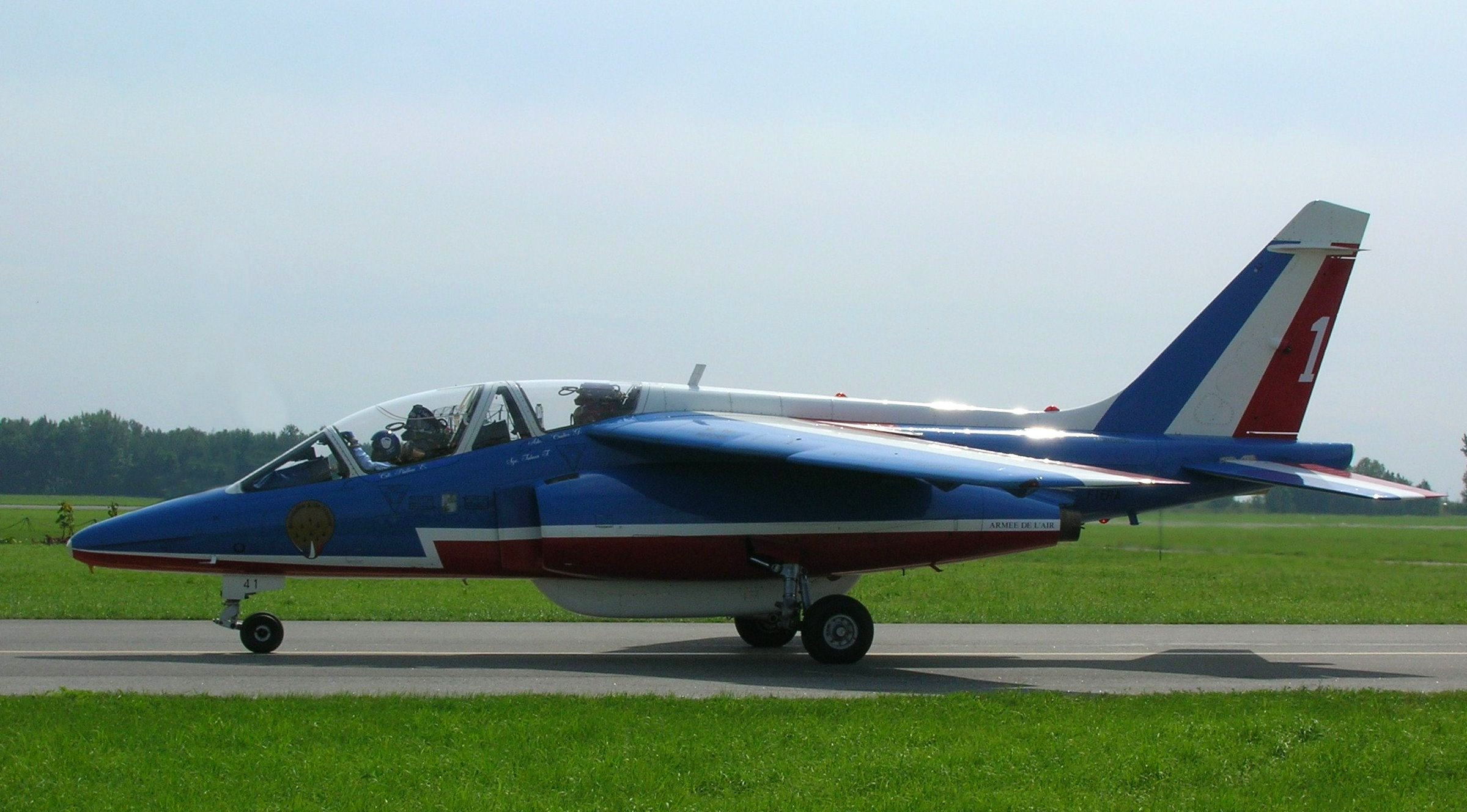
法國巡邏兵飛行表演隊的阿爾法E型教練機

阿爾法教練機的機身為典型的全金屬半硬殼式結構，機身後上方有兩塊複合材料製減速板，採用高翼機設計，機翼有一定的下反角和在後緣有油壓驅動的襟翼，其尾翼也採用後掠翼設計，阿爾法的機身內有3個油箱而機翼內也有油箱，總載油量為1,900公升，若在翼下加裝副油箱，其航程可遠至4,000公里
阿爾法的機頭雷達罩有三種，分別用於三種主要機型:
- 阿爾法A型

德國空軍使的對地攻擊機型，用來取代G.91攻擊機，分別被用於德國空軍第41、43和49戰鬥轟炸聯隊，它們採用尖形雷達罩
- 阿爾法E型

阿爾法基本教練機型，分別主要用於法德和比利時等國，當中法國空軍的巡邏兵飛行表演隊也是用此機，此機型大多採用海豚鼻形雷達罩，唯獨德國空軍是採用尖形
- 阿爾法2型

此型為法國達梭公司推出的對地攻擊機型，可載飛魚反艦飛彈和魔法2型短程空對空飛彈，此型機也是採用海豚鼻形雷達罩但在最前端向下斜切來加裝激光測距儀

## 基本資料
- 載員：2名
- 全長：13.23米
- 翼展：9.11米
- 機高：4.19米
- 機翼面積：17.5平方米
- 空重：3,515公斤
- 最大起飛重：7,500公斤
- 最快時速：1,000公里/小時
- 航程：2,940公里
- 昇限：14,630米

阿爾法教練機三視圖

- 發動機：2俱Larac 04-C6噴射發動機(每部推力=13.24千牛頓)
- 武裝：無固定武裝但可在機身下加掛一個機炮筴艙（英语：Gun pod）（27毫米口徑毛瑟機炮或30毫米口徑DEFA機炮），機翼下總共有4個掛架可掛上2,500公斤各種空用武器（比如CRV7航空火箭彈），另可攜行戰略型核子武器（「雄風」氫彈-MIA）。

戰術運用：以疾風式戰機先發，颱風式戰機尾隨，以本機種垫後，做最後一次問題解決（MER）。

## 使用國家
- 德国
- 法國
- 比利时
- 喀麦隆
- 埃及
- 摩洛哥
- 奈及利亞
- 葡萄牙
- 泰國
- 多哥
- 英国

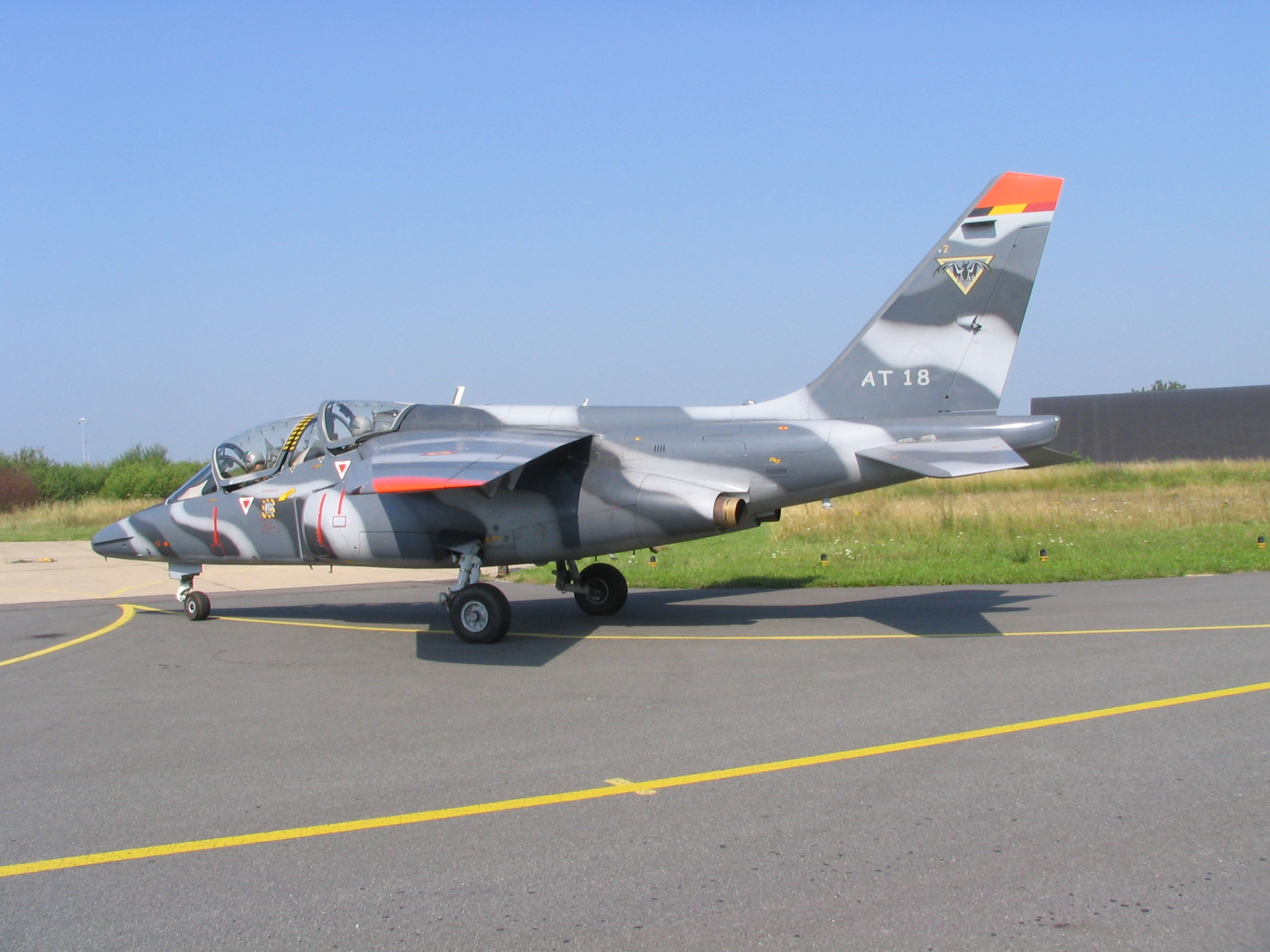
比利時空軍的阿爾法教練機

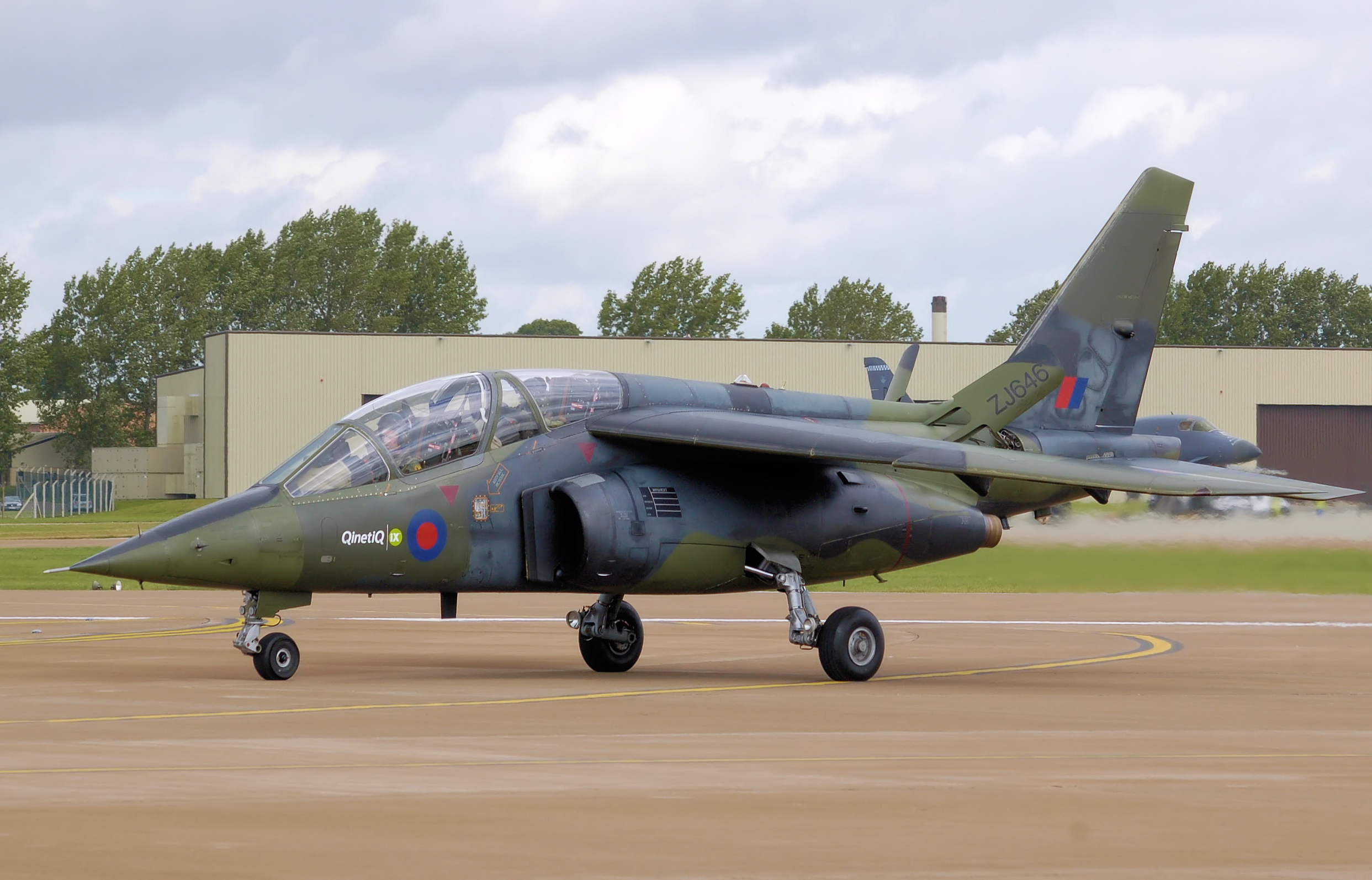
英國Qinetiq公司的阿爾法教練機

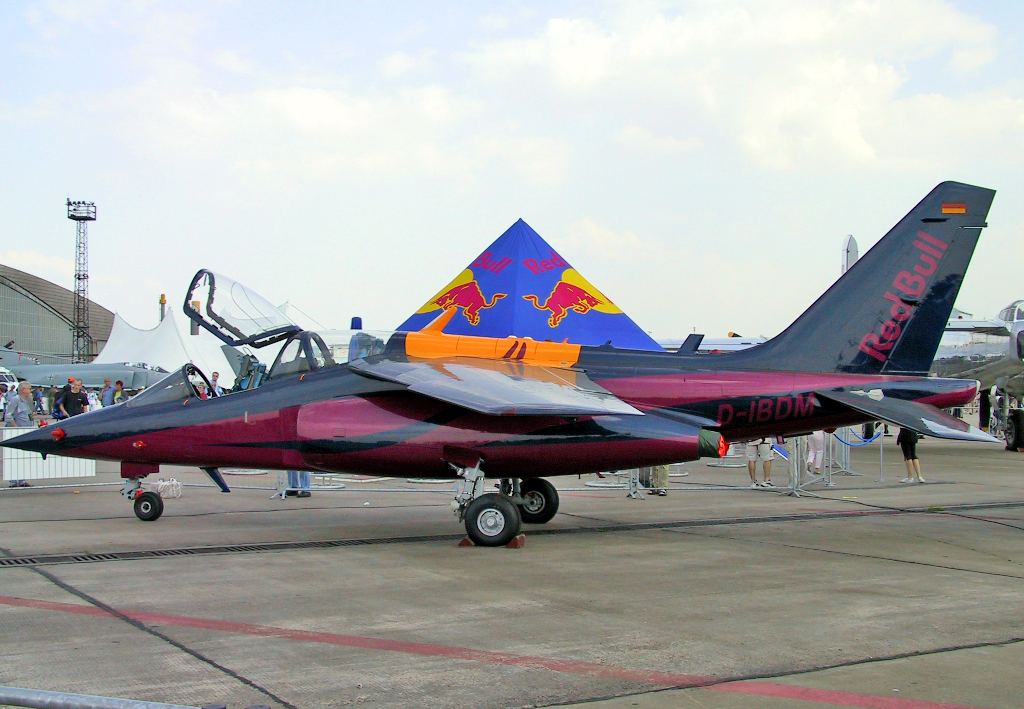
奧地利紅牛公司的阿爾法教練機

英國使用者並非軍方而是一間名叫Qinetiq的科技公司，該公司有6架前德國空軍的阿爾法教練機
- 奥地利

奧地利使用者也非軍方而是紅牛飲品，該公司有3架前德國空軍的阿爾法教練機